# Stjärn

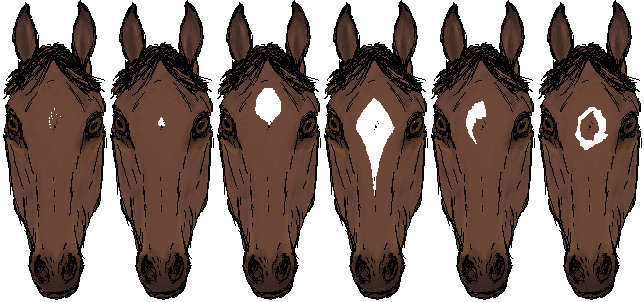
Vita hår i pannan, stjärnämne, stjärn, skjuten stjärn, oregelbunden stjärn, ringstjärn

En stjärn är ett tecken i hästens panna, en vit fläck mellan ögonen.
En stjärn kan komma i flera olika former men måste fortfarande vara något rund och helt vit för att kallas stjärn.
En skjuten stjärn är en stjärn där färgen 'runnit ner', d.v.s. som en upp- och nervänd droppe. Vita hår i pannan eller stjärnämne (större vita fläckar i pannan) är också varianter på stjärntecknet. en oregelbunden stjärn kan vara format på lite olika vis istället för att vara runt eller regelbundet formad som en stjärn medan en ringstjärn är en hel eller bruten ring av vitt hår i hästens panna.
Stjärn kan ibland kombineras med andra tecken som en vit under- eller överläpp eller en snopp på mulen.